# Cemil Bayik
Cemil Bayik (orthographié en turc : Cemil Bayık, en kurde Cemîl Bayik), né en 1951 dans la province d'Elâzığ, est l'un des fondateurs du Parti des travailleurs du Kurdistan. Il est aujourd'hui l'un des membres du comité exécutif du KCK (Koma Civakên Kurdistan, l'Union des communautés du Kurdistan), avec notamment Murat Karayılan et Bahoz Erdal,,.

## Biographie
Cemil Bayik naît en 1951 à Hazar, dans la province d'Elazig, au Kurdistan de Turquie.

### Membre fondateur du PKK
Au début des années 1970, il obtient d’abord un diplôme d'instituteur à l'École normale de Malatya, puis il va poursuivre ses études à la Faculté d’histoire et géographie de l’université d'Ankara. C'est là qu'il fait la connaissance de Kemal Pir, puis d'Abdullah Öcalan.
Bayık s'engage en 1976 dans le groupe d'étudiants réuni autour d'Öcalan, qui se font alors appeler les « révolutionnaires du Kurdistan ». Il est alors renié par son père. Il participe au congrès de fondation du Parti des travailleurs du Kurdistan en novembre 1978. Il est l'un des membres du premier Comité central, avec, outre Abdullah Öcalan, Mazlum Doğan, Hayri Durmuș, Mehmet Karasungur, Baki Karer et Şahin Dönmez. Connu sous le nom de code de « Cuma », il est l'un des cinq fondateurs du Parti des travailleurs du Kurdistan actuellement encore en vie,,.

### Un cadre dirigeant
À partir de la fin de l'année 1988, une vague d'arrestations frappe les responsables de l'organisation en Allemagne, donnant lieu à une longue série de procès, dite des « procès de Düsseldorf ». Un groupe minoritaire, mené par Hüseyin Yıldırım et Kesire Öcalan, l'ex-épouse d'Abdullah Öcalan, tente de profiter de la détention de Duran Kalkan, d'Ali Haydar Kaytan, tous deux membres du comité central du PKK, et de Hüseyin Çelebi, responsable des activités diplomatiques en Europe, pour se proclamer les « authentiques représentants du PKK », et faire main basse sur l'organisation et sur ses moyens financiers. Cemîl Bayik est alors envoyé en Europe par Öcalan pour reprendre en main la situation.
Pendant longtemps, il est l'un des commandants de l'aile militaire, l'Armée de libération du peuple du Kurdistan (ARGK, Artêşa Rizgariya Gelê Kurdistan),. Il dirige aussi, durant une période, l'Académie militaire Mahsum Korkmaz, l'école militaire du PKK, établie alors dans la Bekaa libanaise.

### Cuma, le «numéro deux» du PKK
En 1999, il est l'un des membres du conseil présidentiel du PKK, constitué pour diriger le parti après l'arrestation d'Öcalan.
En 2003-2004, lorsqu'un conflit interne à l'organisation oppose les « réformistes » aux « conservateurs », Bayik se révèle comme l'un des dirigeants du camp des « conservateurs », aux côtés de Duran Kalkan et Murat Karayilan. La tendance « réformiste » finit par être vaincue et ses dirigeants, Kani Yilmaz, Nizamettin Tas (dit « Botan »), Shahnaz Altun (dite « Sakine Batman ») et Osman Ocalan, quittent l'organisation, pour fonder un fantomatique Partiya Welatparêzen Demokrat ên Kurdistan (PWDK - Parti des patriotes démocrates du Kurdistan). Ils seront considérés comme des traîtres. Kanî Yilmaz sera assassiné en 2006 dans la ville de Souleymaniye.

### À la tête du KCK
Il est l'un des douze membres du Conseil exécutif du Koma Civakên Kurdistan (KCK). Depuis le printemps 2013, il assure, avec Besê Hozat, la co-présidence du Comité exécutif du KCK.
Il est considéré comme l'un des hommes les plus recherchés par la Turquie. Le ministère de l'Intérieur turc offre une récompense de 4 millions de TL à toute personne qui fournirait les renseignements permettant son arrestation,.